# Mangone
Mangone ist eine Stadt in der Provinz Cosenza in der Region von Kalabrien in Italien mit 1910 Einwohnern (Stand 31. Dezember 2023).

## Lage und Daten
Mangone liegt etwa 17 km südöstlich von Cosenza. Die Nachbargemeinden sind Cellara, Figline Vegliaturo, Paterno Calabro und Santo Stefano di Rogliano. Mangone hat eine Haltestelle an der Bahnstrecke Cosenza–Catanzaro.

## Sehenswürdigkeiten
Die Pfarrkirche stammt im Ursprung aus dem 16. Jahrhundert. Im 18. Jahrhundert ist die Kirche umgebaut worden.